# توماس مونرو كامبل
توماس مونرو كامبل (بالإنجليزية: Thomas Monroe Campbell)‏ هو مسؤول أمريكي، ولد في 1883، وتوفي في 1956.